# Казнин, Анатолий Михайлович
Анатолий Михайлович Казнин (род. 10 апреля 1920, Мостово, Ивановская Промышленная область) — советский кинооператор. Заслуженный деятель искусств РСФСР (1986).

## Биография
Родился 10 апреля 1920 года в деревне Мостово, Рыбинский район, Ярославская область.
Участник Великой Отечественной войны, лейтенант, служил в 338-м отдельном батальоне аэродромного обслуживания 17-й воздушной армии. Член ВКП(б) с 1944 года. Награждён медалями «За оборону Сталинграда» (1943) и «За победу над Германией» (1945), орденом Отечественной войны II степени (1985).
После окончания войны поступил на операторский факультет ВГИКа который окончил в 1951 году.
Работал на киностудии «Моснаучфильм» (позднее — «Центрнаучфильм»), оператор-постановщик игрового и научно-популярного кино.
Кроме документальных и научно-популярных фильмов снял пять художественных полнометражных фильмов — все режиссёра Агаси Бабаяна, с которым был сокурснком во ВГИКе и затем вместе работал на «Моснаучфильме» на съёмках документальных фильмов.
В 1986 году присвоено звание Заслуженный деятель искусств РСФСР.

## Фильмография
Оператор художественных фильмов:
- 1961 — Дерсу Узала
- 1967 — Каникулы в каменном веке (короткометражный)
- 1971 — Тропой бескорыстной любви
- 1975 — Место под солнцем
- 1981 — Мишка, Малыш и другие
- 1982 — Рысь выходит на тропу